# Strada statale 640 Strada degli Scrittori
La strada statale 640 Strada degli Scrittori (SS 640), nota anche come scorrimento veloce Agrigento-Caltanissetta, già strada statale 640 di Porto Empedocle fino al 2016, è una strada statale italiana che collega Porto Empedocle allo svincolo di Caltanissetta sull'autostrada A19.

## Storia

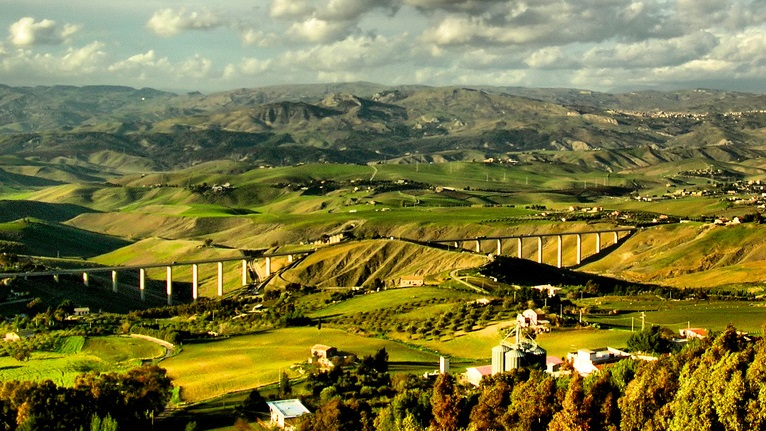
Campagne a nord di Caltanissetta. Nella foto sono visibili i viadotti San Giuliano (a sinistra, in parte) e La Spia (a destra) della strada statale 640, non ancora affiancati dai nuovi viadotti realizzati nell'ambito dei lavori di ammodernamento

Realizzata tra la fine degli anni sessanta e l'inizio degli anni settanta dalle amministrazioni provinciali di Agrigento e di Caltanissetta, fu classificata nel 1973 come strada statale 640 di Porto Empedocle coi seguenti capisaldi di itinerario: "Porto Empedocle - bivio per Agrigento - bivio per Canicattì - svincolo con la strada statale n. 122 per Caltanissetta in contrada Palmitelli - innesto con la strada statale n. 122 bis in contrada Abbazia Santuzza"; venne indicata a lungo come strada a scorrimento veloce, nonostante la presenza di intersezioni a raso.
Dalla fine degli anni duemila è oggetto di importanti lavori, finalizzati a trasformarla in strada extraurbana principale dallo svincolo di Agrigento fino al caposaldo terminale; non sarà oggetto dell'appalto, invece, la parte iniziale dell'itinerario, tra Porto Empedocle e Agrigento, lunga poco meno di 10 km; nel 2016 la strada ha mutato denominazione per assumere quella attuale.

### Variazione dei capisaldi
Originariamente si estendeva per 65,340 km dal centro di Porto Empedocle all'intersezione con la strada statale 122 bis Agrigentina in località Abbazia Santuzza, a nord di Caltanissetta, presso cui confluiva senza soluzione di continuità sul raccordo autostradale di Caltanissetta.
Nel 1989, con la soppressione del raccordo, questo venne inglobato nella SS 640 facendo terminare il suo percorso allo svincolo Imera, all'intersezione con la strada statale 626 della Valle del Salso e di conseguenza il caposaldo terminale variò in "svincolo con la A19 Palermo-Catania al casello di Caltanissetta presso la stazione di Imera", e l'estensione arrivò a 72,570 km. Nel 2012 vi fu una nuova rivisitazione del caposaldo terminale, che fu spostato alla progressiva 74,500 km presso lo svincolo di Caltanissetta dell'autostrada A19, poiché anche l'ultimo tratto del vecchio raccordo (dallo svincolo Imera all'autostrada, che nel frattempo era stato classificato provvisoriamente come nuova strada ANAS 347 della Stazione di Imera) venne unito definitivamente alla SS 640.
Nel corso del 2014 è stato modificato anche il caposaldo iniziale, che venne spostato nella periferia di Porto Empedocle, alla progressiva 0,550 km.

### Gli omicidi dei giudici Saetta e Livatino
La strada fu teatro degli omicidi dei giudici Antonino Saetta, nel 1988, e Rosario Livatino, nel 1990: Saetta venne assassinato per mano di Cosa nostra il 25 settembre 1988 in località Giulfo (Caltanissetta), durante il suo rientro a Palermo, e nell'attentato rimase vittima anche il figlio; Livatino fu ucciso due anni dopo per mano di un gruppo contrastante Cosa nostra, la "Stidda" agrigentina, il 21 settembre 1990, in contrada Gasena (Agrigento), mentre si stava dirigendo ad Agrigento. Nei luoghi in cui avvennero gli omicidi sono stati realizzati due cippi funebri che ricordano le due vittime.
Nel 2011 il sindaco di Canicattì Vincenzo Corbo propose di intitolare la strada ai giudici Saetta e Livatino, ma la proposta non ebbe seguito; tuttavia ai due magistrati sono intitolati due viadotti, realizzati nell'ambito dei lavori di ammodernamento della strada, che si trovano in prossimità dei luoghi in cui rispettivamente avvennero i due omicidi. La cerimonia di intitolazione del viadotto "Giudice Livatino", precedentemente chiamato "Gasena", avvenne il 21 settembre 2016, in occasione del ventiseiesimo anniversario della morte di Livatino; il viadotto "Giudice Saetta" (noto durante le fasi di realizzazione come viadotto Giulfo) venne intitolato e aperto al traffico con una cerimonia il 25 settembre 2017, esattamente 29 anni dopo l'omicidio di Saetta.

### Ridenominazione

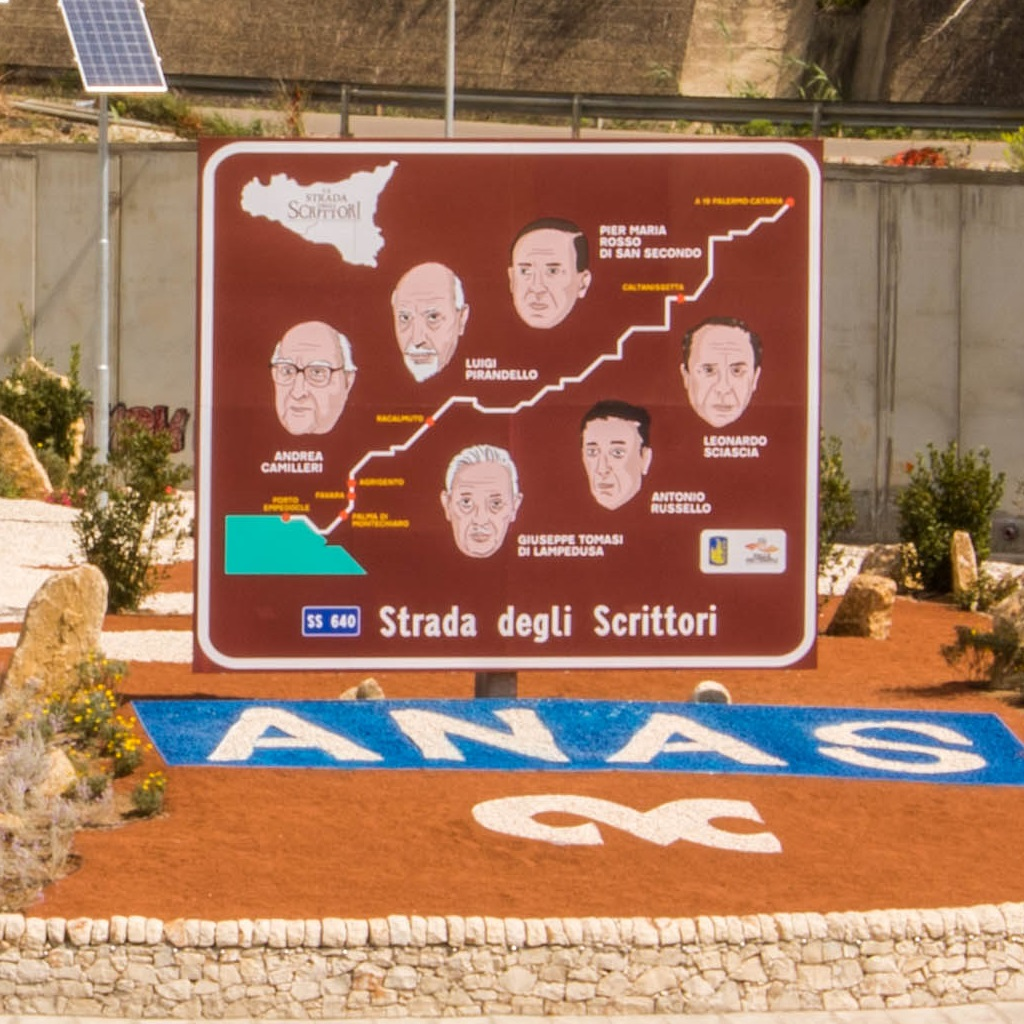
Cartello stradale turistico all'interno della rotonda San Pietro (nei pressi di Agrigento), in cui sono raffigurati i volti stilizzati degli scrittori a cui è dedicata la strada: in alto, da sinistra Camilleri, Pirandello, Rosso di San Secondo; in basso, da sinistra Tomasi di Lampedusa, Russello, Sciascia

Nel 2013 fu siglato a Racalmuto, alla presenza del ministro per i Beni culturali Massimo Bray, del presidente dell'Assemblea regionale siciliana Giovanni Ardizzone e di altre autorità politiche regionali, un protocollo di intesa che sottoscriveva la proposta di Felice Cavallaro, giornalista del Corriere della Sera, di dedicare un itinerario culturale, denominato "La strada degli scrittori", a Luigi Pirandello, Leonardo Sciascia e Andrea Camilleri, importanti scrittori contemporanei nati e vissuti nell'agrigentino.
Nel 2015 il sindaco di Agrigento Lillo Firetto, in qualità di presidente del distretto turistico Valle dei Templi, chiese alla Direzione regionale ANAS Sicilia che la stessa strada statale 640 fosse denominata ufficialmente "Strada degli Scrittori", in quanto i lavori di ammodernamento che la interessavano avrebbero permesso «la realizzazione di un itinerario turistico di straordinario interesse naturalistico e culturale, che coincide, appunto, con la "Strada degli Scrittori"»; in questo modo, oltre ai già menzionati Pirandello, Sciascia e Camilleri, l'itinerario sarebbe stato esteso ad altri scrittori del territorio, tra cui il nisseno Pier Maria Rosso di San Secondo e il favarese Antonio Russello, ma anche al palermitano Giuseppe Tomasi di Lampedusa, che nel suo Il Gattopardo inserì riferimenti ad Agrigento.
Nel febbraio 2016, in occasione del conferimento della cittadinanza onoraria di Agrigento ad Andrea Camilleri, il presidente ANAS Gianni Vittorio Armani annunciò che il cambio del nome sarebbe avvenuto entro l'estate seguente; venne inoltre annunciato che anche gli svincoli sarebbero stati dedicati a diversi temi, autori o personaggi della letteratura o del teatro degli scrittori siciliani a cui sarebbe stata dedicata la strada.
Già il 1º giugno seguente, in un comunicato stampa dell'ANAS, l'arteria veniva indicata come "strada statale 640 degli Scrittori"; contemporaneamente venne modificata la denominazione anche sul sito dell'ANAS, e nella scheda riferita alla strada comparve la dicitura "640 - strada degli Scrittori (già di Porto Empedocle)"; la dicitura "di Porto Empedocle" fu invece assegnata alla SS 115 ter.

### Lavori di ammodernamento
Dal 2009 al 2025 la strada è stata interessata da importanti lavori di ammodernamento che l'hanno resa una strada extraurbana principale, costituita da due carreggiate separate, con 2 corsie per senso di marcia più corsia d'emergenza, senza incroci a raso. I lavori sono stati suddivisi in due maxilotti: il primo, corrispondente al tratto agrigentino, è stato terminato nel 2017; il secondo, ricadente nel nisseno, nel 2025. I lavori sono stati caratterizzati da notevoli ritardi dovuti alle gravi situazioni finanziarie delle imprese affidatarie dei lavori, tra cui la CMC di Ravenna.

#### Da Agrigento a Canicattì

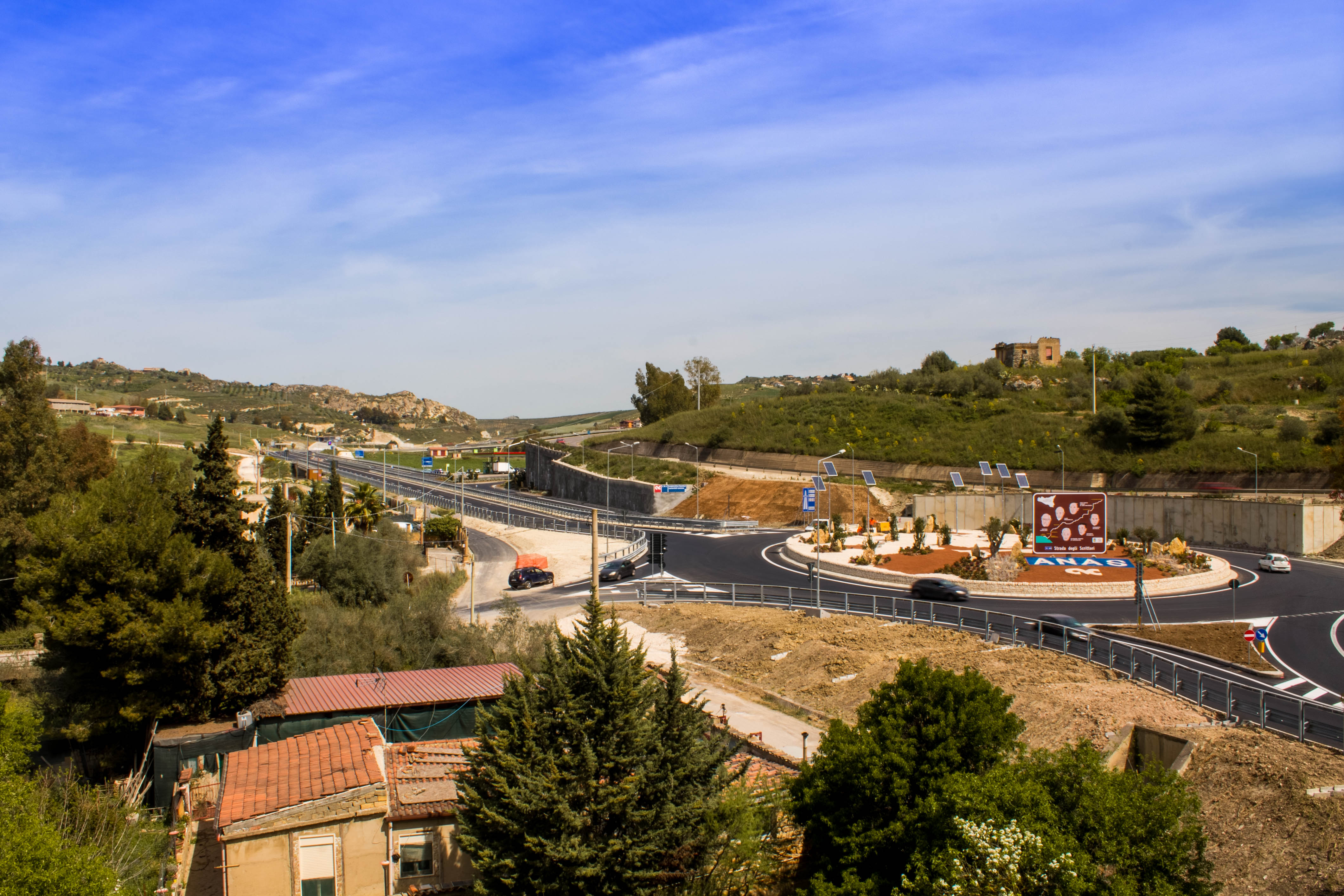
L'inizio del tratto a doppia carreggiata presso la rotonda San Pietro (Agrigento).

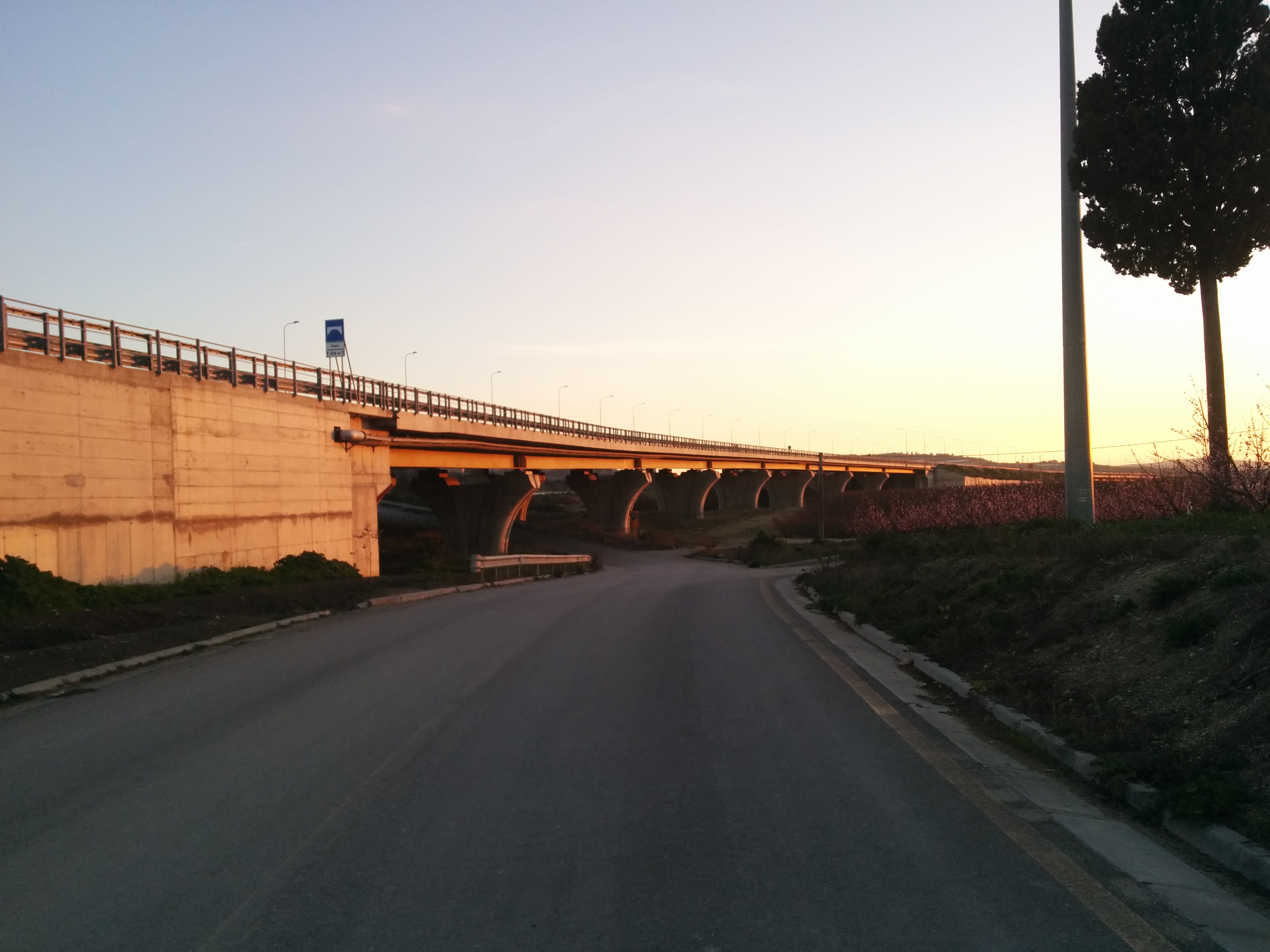
Il viadotto "Fazio" visto dalla viabilità locale.

Il raddoppio del primo maxilotto (dal km 9+800 al km 44+400), compreso tra l'innesto con la SP 80 (Agrigento) e contrada Grottarossa (Canicattì) venne approvato dal CIPE con la deliberazione n. 156 del 2 dicembre 2005 che stanziò poco meno di 595 milioni di euro.
Il progetto definitivo ha previsto la costruzione venti viadotti, tre gallerie artificiali e otto svincoli, di cui due di nuova costruzione e sei di adeguamento a quelli esistenti. Il nuovo tracciato ricalca per la maggior parte della sua estensione quello preesistente, a parte alcune eccezioni; tra queste vi è la variante tra gli svincoli "Aquilata" (Castrofilippo) e "Vecchia Dama" (Canicattì), che include il nuovo viadotto Serra Cazzola, realizzata a nord del vecchio tracciato.
I lavori sono cominciati il 9 marzo 2009, con la cerimonia della posa della prima pietra. Nei primi anni i lavori procedettero spediti, tanto che il primo tratto ammodernato – tre chilometri a cavallo tra i territori di Agrigento e Favara, lungo il torrente San Biagio – venne aperto al traffico già il 10 novembre 2011. Il 16 aprile 2012 furono inaugurati sette chilometri tra le località Vecchia Dama e Grottarossa, nel territorio di Canicattì; il 19 giugno seguente fu la volta di un tratto di tre chilometri tra gli svincoli Colmitella e Aquilata, nel territorio di Racalmuto, mentre il 30 luglio, con l'apertura dello svincolo Scintilia, vennero aperti ulteriori quattro chilometri in territorio di Favara. Sommando altre aperture di entità minore avvenute nel primo semestre dell'anno, al 28 agosto 2012 già 22 km di tracciato su 31 totali erano stati aperti e percorribili, e secondo un comunicato stampa della contraente generale l'avanzamento dei lavori sul primo maxilotto era all'80%; tali condizioni favorevoli avevano fatto ipotizzare alla società di terminare i lavori entro la fine del 2012, in linea con i tempi prestabiliti.
Tuttavia, una sospensione durata da settembre 2012 a febbraio 2013 causò lo slittamento dell'apertura di nuovi tratti: la grande variante tra gli svincoli di Aquilata e Vecchia Dama, che include anche il viadotto Serra Cazzola, venne inaugurata solo il 3 dicembre 2013. A causa di ulteriori intoppi, le date di apertura dei rimanenti tratti (circa 1,5 km in contrada Petrusa, ad Agrigento, e circa 2 km in contrada Noce, a Racalmuto) subirono ripetuti slittamenti; il tratto in contrada Petrusa fu aperto al traffico, seppur provvisoriamente, il 30 dicembre 2016, mentre in contrada Noce questo avvenne il 28 marzo 2017, contestualmente all'inaugurazione dell'intero maxilotto alla presenza del ministro per le infrastrutture Graziano Delrio e del ministro degli esteri Angelino Alfano, che sancì la conclusione definitiva dei lavori dopo oltre otto anni dall'avvio.

#### Da Canicattì all'innesto con la A19

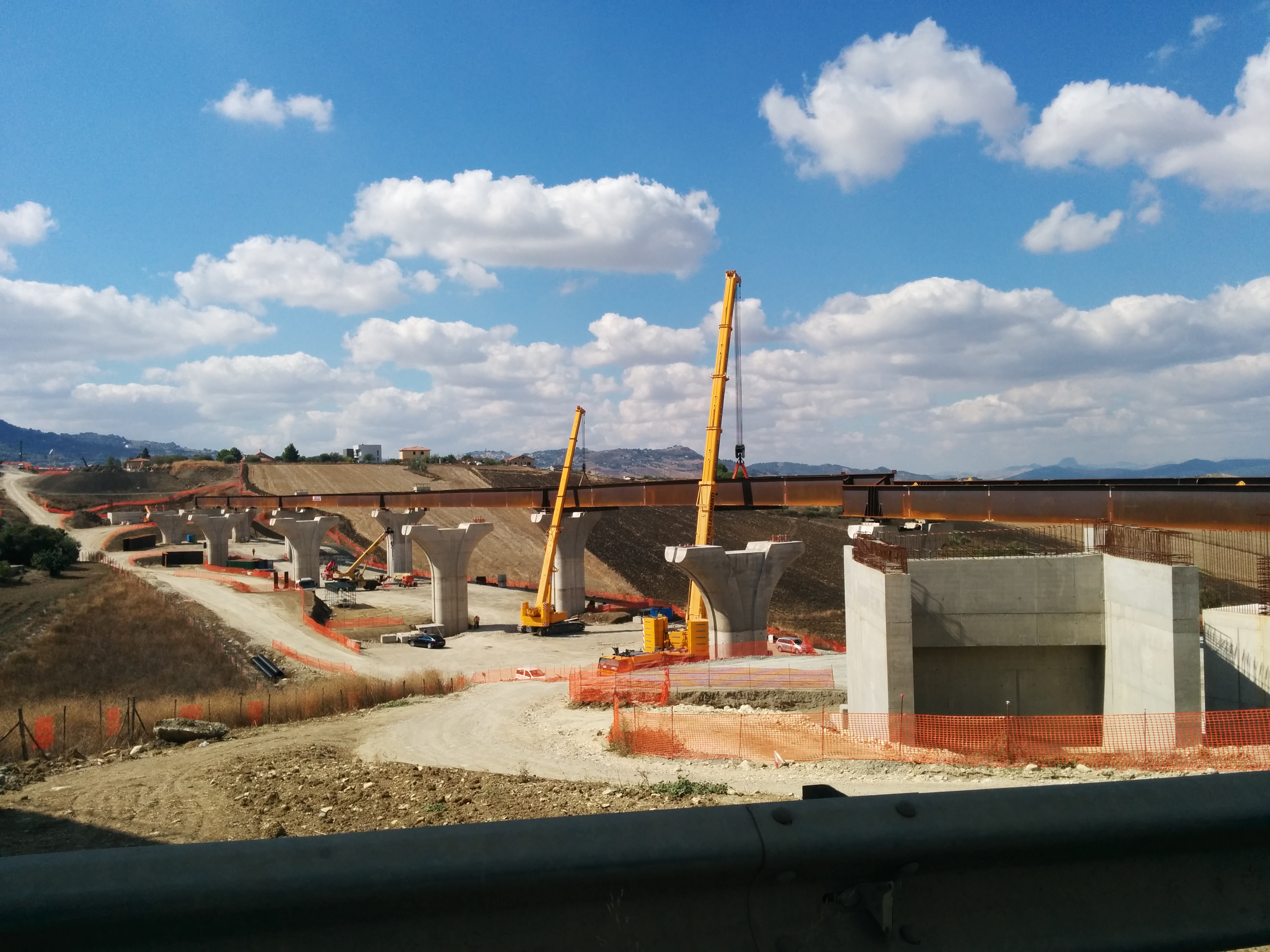
Il viadotto Busita III in costruzione nei pressi dell'uscita Caltanissetta Nord (settembre 2014).

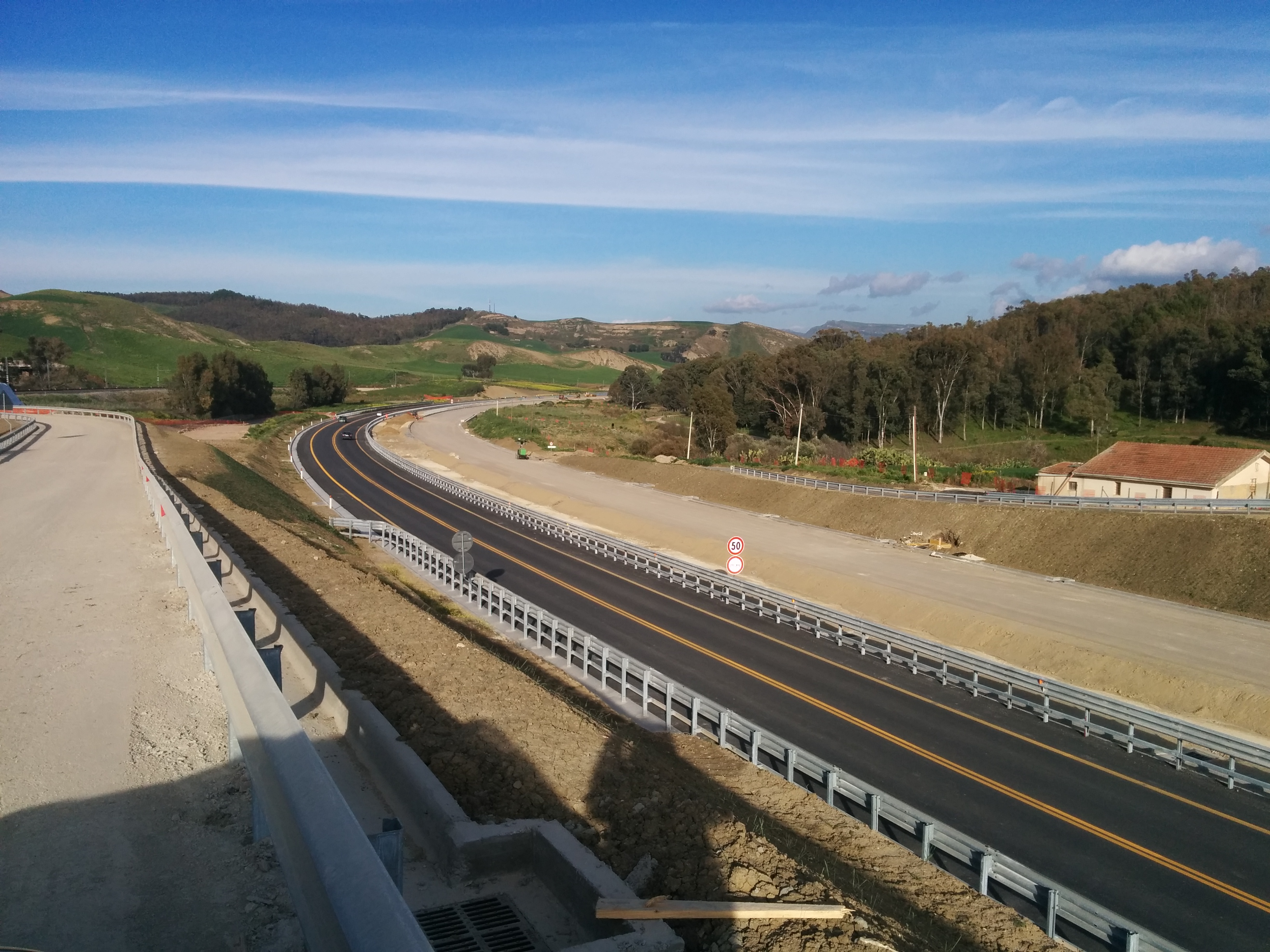
Tratto della "bretella" in località Arenella, con la sola carreggiata in direzione Agrigento provvisoriamente aperta a doppio senso di circolazione (marzo 2016).

L'adeguamento a strada extraurbana principale del secondo maxilotto, da Canicattì all'innesto con la A19, è stato finanziato con 990 milioni di euro dal CIPE. Per questo tratto sono stati realizzati sedici viadotti, nove gallerie e sei svincoli. Pur ricalcando in linea di massima il vecchio tracciato, la nuova arteria presenta alcuni tratti in variante, tra cui quello tra gli svincoli di Caltanissetta sud e Caltanissetta nord, che comprende la galleria Caltanissetta e che permette di evitare il centro abitato del capoluogo. La nuova arteria si ricollega al vecchio tracciato in prossimità dello svincolo di Caltanissetta nord.
I lavori sono ufficialmente cominciati il 16 aprile 2012 con la cerimonia della posa della prima pietra, ma i primi 5 km ammodernati di questo maxilotto, situati tra gli svincoli di Caltanissetta Nord e Imera, nel tratto comunemente noto come "bretella", sono stati aperti al traffico solo nel 2016. Nel 2017 sono stati aperti al traffico 8,5 km di nuova arteria tra le contrade Grottarossa e Favarella. e a inizio 2018 altri 2,5 km tra Favarella e Bigini, che hanno sostituito, in variante, la vecchia sede stradale sulla quale insisteva anche lo svincolo per San Cataldo.
Dalla seconda metà del 2018 i lavori hanno subito un forte rallentamento a causa della crisi finanziaria che ha colpito la CMC di Ravenna, la principale società che si occupa della realizzazione dell'opera, e che nel dicembre 2018 ha chiesto di accedere al concordato preventivo. L'impasse si è sbloccata nel dicembre 2019, allorquando i lavori sono stati affidati al "Consorzio Italia", di cui fanno parte le aziende creditrici nei confronti della CMC di Ravenna. Qualche giorno prima, l'apertura di un breve tratto in località Favarella (Caltanissetta) aveva consentito di eliminare l'ultima deviazione tra Agrigento e Caltanissetta, permettendo di percorrere l'intero tragitto tra le due città interamente sulla nuova arteria.
I lavori si sono quindi concentrati sul versante nord, e sul finire del 2020 sono stati aperti al traffico, sebbene a una sola carreggiata, il viadotto Salso — tra l'innesto con l'A19 e l'innesto con a SS 626 — con una rotatoria provvisoria in sostituzione del vecchio svicolo autostradale, e un tratto in corrispondenza dello svincolo di Caltanissetta nord. All'inizio del 2022 è stata la volta dello svincolo sull'autostrada A19 nella configurazione definitiva e di un tratto di 2 km a ridosso del centro abitato di Caltanissetta, con una bretella provvisoria di 800 metri che lo connette alla vecchia viabilità in prossimità della galleria Sant'Elia. La bretella è stata successivamente dismessa in occasione dell'apertura al traffico della galleria Caltanissetta, alla fine del 2024.
Il 17 luglio 2025, con l'apertura al traffico del ponte San Giuliano, nel comune di Caltanissetta, sono stati resi percorribili in configurazione definitiva tutti i 28 km del secondo maxilotto, e con essi l'intero tratto ammodernato da Agrigento all'innesto con l'autostrada A19 dopo 16 anni di lavori.

## Percorso

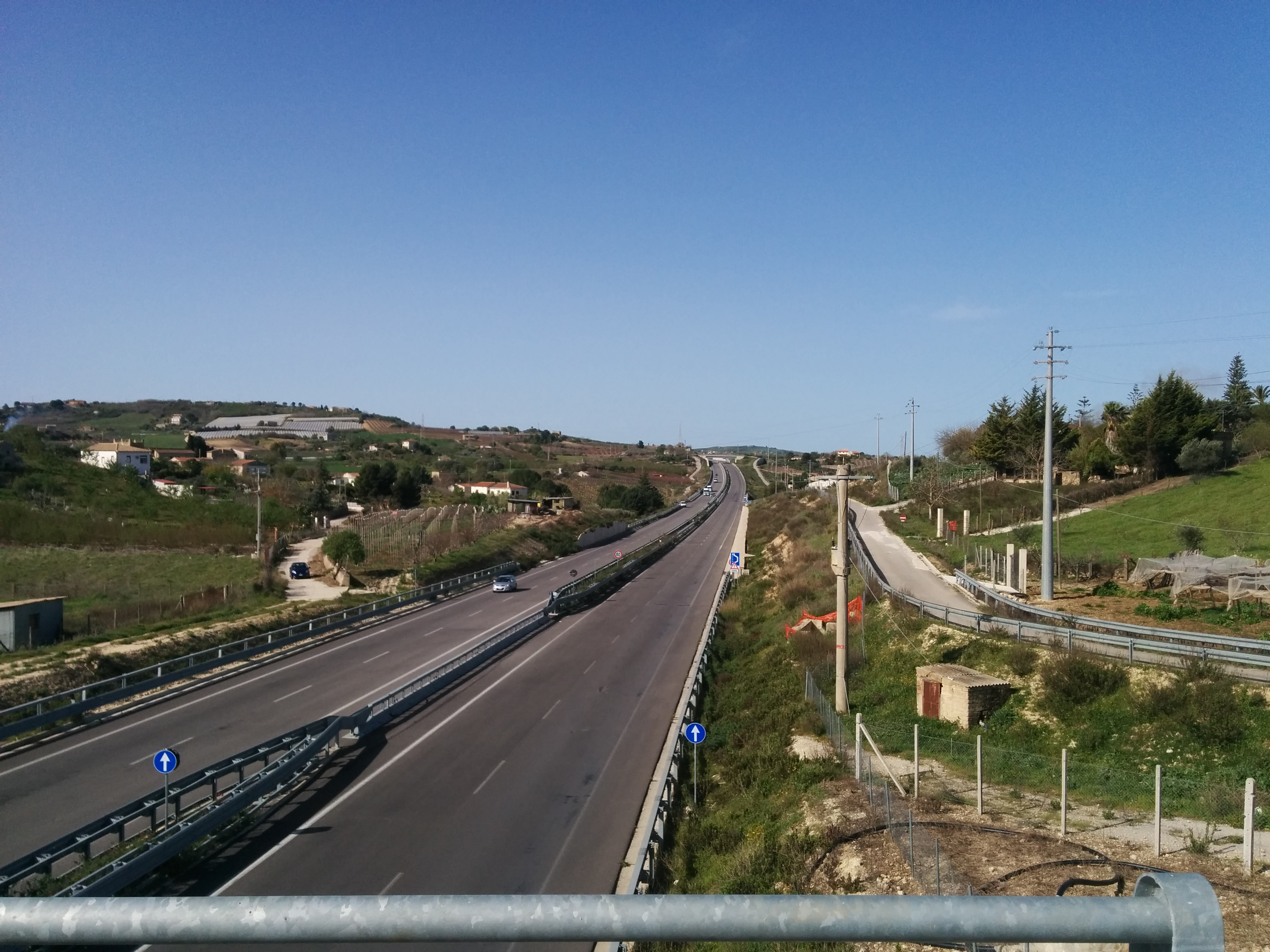
La strada statale 640 in contrada Cannemaschi (Canicattì)

La strada costituisce uno dei maggiori assi viari regionali e la principale via di comunicazione tra Agrigento e Caltanissetta. Ha sostituito, con un tracciato più breve e privo di attraversamenti urbani, la strada statale 122 Agrigentina, a cui è collegata tramite diversi svincoli. Serve i comuni di Porto Empedocle, Agrigento, Favara, Racalmuto, Canicattì, Sommatino, San Cataldo e Caltanissetta; una bretella di raccordo a scorrimento veloce permette il collegamento con la SS 626 e Pietraperzia.

### Tabella percorso
| Strada degli Scrittori | |      |           |                |
| Tipo                   | Indicazione                                                                                         | km   | Provincia | Strada europea |
|                        | Porto Empedocle Linosa, Lampedusa                                                                   | 0,0  | AG        | -              |
|                        | Asse viario di Porto Empedocle Zona industriale                                                     | 1,3  | AG        | -              |
|                        | Sud Occidentale Sicula (direzione Trapani)                                                          | 2,9  | AG        |                |
|                        | San Leone                                                                                           | 5,3  | AG        |                |
|                        | Rotatoria Giunone Sud Occidentale Sicula (direzione Siracusa) Agrigento Valle dei Templi, Villaseta | 6,6  | AG        |                |
|                        | Favara - Villaggio Mosè Bivio Crocca, Palma di Montechiaro                                          | 7,9  | AG        | -              |
|                        | Rotonda San Pietro Agrigento, Favara                                                                | 9,8  | AG        | -              |
|                        | Inizio strada extraurbana principale                                                                | 9,8  | AG        | -              |
|                        | Area di servizio Solo in direzione A19                                                              | 10,0 | AG        | -              |
|                        | Petrusa Favara, Agrigento nord (Quadrivio Spinasanta, Fontanelle)                                   | 10,9 | AG        | -              |
|                        | Viadotto Giudice Livatino (520 m)                                                                   | 12,5 | AG        | -              |
|                        | Caldare Aragona, Favara, Agrigento nord (Fontanelle)                                                | 16,2 | AG        | -              |
|                        | Scintilia Favara                                                                                    | 19,0 | AG        | -              |
|                        | Noce Grotte                                                                                         | 23,2 | AG        | -              |
|                        | Colmitella Castrofilippo, Racalmuto                                                                 | 25,3 | AG        | -              |
|                        | Aquilata (ex SS 640) Castrofilippo, Canicattì sud Racalmuto                                         | 28,5 | AG        | -              |
|                        | Viadotto Serra Cazzola (980 m)                                                                      | 29,1 | AG        | -              |
|                        | Vecchia Dama (ex SS 640) Castrofilippo, Canicattì sud                                               | 32,6 | AG        | -              |
|                        | Cannemaschi Canicattì nord, Serradifalco                                                            | 37,2 | AG        | -              |
|                        | Area di servizio Solo in direzione A19                                                              | 39,1 | CL        | -              |
|                        | Serradifalco Serradifalco, Delia                                                                    | 42,4 | CL        | -              |
|                        | Viadotto Giudice Saetta (800 m)                                                                     | 44,1 | CL        | -              |
|                        | Delia-Sommatino Caltanissetta-Delia                                                                 | 48,7 | CL        | -              |
|                        | Caltanissetta sud bivio Minichelli-Favarella, San Cataldo Raccordo di Pietraperzia                  | 53,4 | CL        | -              |
|                        | Galleria Caltanissetta (4050 m)                                                                     | 53,9 | CL        | -              |
|                        | Caltanissetta nord Agrigentina stazione di Caltanissetta Xirbi, Santa Caterina Villarmosa           | 60,1 | CL        | -              |
|                        | Area di servizio Solo in direzione A19                                                              | 62,8 | CL        | -              |
|                        | Imera della Valle del Salso Caltanissetta sud, Gela                                                 | 72,6 | CL        | -              |
|                        | Palermo-Catania                                                                                     | 74,5 | EN        | -              |

## Lavori in corso

### Tratto nisseno della ex SS 640
La costruzione e la successiva apertura della galleria Caltanissetta, a ovest della città, avvenuta in variante rispetto alla vecchia sede stradale, ha consentito d svincolare dal percorso della strada statale 640 il tratto prossimo al centro abitato, che secondo un progetto del 2012, sarà a servizio del capoluogo: il tratto compreso tra lo svincolo di Caltanissetta sud e il vecchio svincolo di Caltanissetta centro sarà munito di spartitraffico e illuminazione, e la sua gestione sarà devoluta al Comune di Caltanissetta; la restante parte sarà affidata alla Provincia. Il tratto in questione comprende, tra gli altri, la galleria Sant'Elia e i tre viadotti San Giuliano di 1140 m, La Spia di 420 m e Xirbi di 348 m, tutti e tre progettati dall'ingegner Silvano Zorzi. Tali viadotti si sviluppano paralleli alla nuova superstrada ma a una quota più alta, e furono progettati in base a un vincolo paesaggistico che già negli anni settanta, epoca di costruzione della SS 640, spinse Zorzi a realizzare le pile del viadotto Xirbi ispirandosi all'antico viadotto ferroviario che sorge a ovest del viadotto La Spia.

## Nuova strada ANAS 388 ex SS 640 di Porto Empedocle

La nuova strada ANAS 388.

La nuova strada ANAS 388 ex SS 640 di Porto Empedocle (NSA 388) è una strada statale italiana, in attesa di una classificazione definitiva. Essa faceva parte della SS 640 prima della costruzione di una variante in contrada Serra Cazzola nell'ambito dei lavori di adeguamento a 4 corsie della SS 640 stessa. Ha origine in corrispondenza dello svincolo Aquilata e termina in prossimità dello svincolo Vecchia Dama, entrambi sulla SS 640. Il tracciato si sviluppa quasi interamente all'interno del comune di Canicattì eccetto un primo breve tratto nel comune di Castrofilippo.

### Tabella percorso
| ex SS 640 |                                                |      |           |
| Tipo      | Indicazione                                    | km   | Provincia |
|           | Racalmuto                                      | 29,1 | AG        |
|           | Strada degli Scrittori (Svincolo Aquilata)     | 29,5 | AG        |
|           | Agrigentina Castrofilippo - Canicattì sud      | 31,7 | AG        |
|           | strada locale                                  | 34,5 | AG        |
|           | viabilità complanare                           | 35,6 | AG        |
|           | Strada degli Scrittori (Svincolo Vecchia Dama) | 36,1 | AG        |